# Jarana
 (avril 2024).
Si vous disposez d'ouvrages ou d'articles de référence ou si vous connaissez des sites web de qualité traitant du thème abordé ici, merci de compléter l'article en donnant les références utiles à sa vérifiabilité et en les liant à la section « Notes et références ».

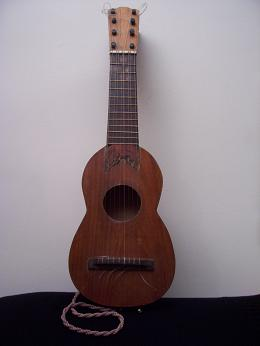
Jarana de face.

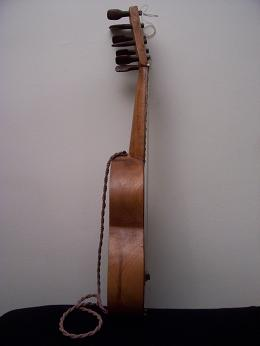
Jarana de profil.

La jarana est une famille d'instrument musical mexicain à cordes pincées, qui trouve ses racines dans le Sud de l'État de Veracruz, sur la côte atlantique du pays. Le mot jarana vient de l'espagnol et signifie « bruit », « noce », « divertissement ». Lors de la conquête des Amériques, les indigènes de Veracruz n'avaient aucun instrument à corde (mis à part l'arc musical), la jarana est née de leur tentative de reproduire la guitare baroque des Espagnols. Elle est une des premières des nombreuses déclinaisons de la guitare nées en Amérique Latine telles que la vihuela, le cuatro venezolano ou le charango.
La jarana est aussi une musique, et une danse du Yucatán.

## Lutherie
La taille et le registre des jaranas varient largement, ce qui permet d'enrichir le timbre du groupe. Selon leur taille, on distingue la jarana tercera (80 à 100 cm), secunda (70-80 cm), primera (55-70 cm), mosquito (moins de 50 cm), et chaquiste (la plus petite : 30-40 cm, souvent confondue avec un ukulélé).
Tout comme la guitare baroque dont elle est inspirée, la jarana possède traditionnellement 5 chœurs qui permettent de jouer dans 5 tons différents - les 3 cordes centrales sont doubles et les deux cordes extérieures sont simples ou doubles. Les jaranas sont donc traditionnellement de huit ou dix cordes, mais il est courant de trouver des jarana de six cordes (dans la huasteca) ou de sept cordes. Cet instrument connait différentes déclinaisons dues aux nombreux essais des musiciens/luthiers de son jarocho. Les jaranas sont traditionnellement constituées d'une pièce de cèdre rouge excavée (le manche est solidaire de la caisse de résonance) à laquelle, une fois creusée est collée la table d'harmonie (en cèdre rouge), la touche, le chevalet et deux sillets en os.
Dans l'ère moderne, les cordes de la jarana sont faites majoritairement de nylon, mais on trouve toujours des cordes traditionnelles en boyaux d'animaux (de vaches, de chat...) Il existe de nombreux accordages possibles variant selon les régions. Parmi eux, les plus courants sont : por cuatro (sol-la-mi-do-sol), en tono rey (si-mi-si-sol-ré) ou por dos.

## Jeu
La jarana produit un son à la fois aigu et percussif, caractéristique du son jarocho. Les cordes sont frappées avec les doigts par une technique qui peut rappeler tantôt le flamenco, tantôt le son cubain. La jarana jarocha est utilisée dans le genre musical appelé son jarocho originaire de Veracruz, et la jarana huasteca dans le son huasteco, où elle caractérise le thème local appelé huapango. Dans le trio huastèque, en particulier, le rôle du joueur de jarana est de soutenir l'harmonie, et de plaquer des accords syncopés. 
La jarana est utilisée par des groupes mexicains de rock ou punk rock, comme Café Tacvba ou Caifanes.